# Первомайское (Снежнянский городской совет)
Первома́йское (укр. Первомайське) — посёлок, входит в Снежнянский городской совет Донецкой области Украины. C 2014 года находится под контролем самопровозглашенной Донецкой Народной Республики.

## Название
В Донецкой области в границах 2014 г. находятся семь одноимённых населённых пунктов, в том числе два - в Тельмановском районе: село Первомайское к востоку от Тельманова, село Первомайское к западу от Мичурина; сёла Первомайское в Добропольском районе; Первомайское в Никольском районе; Первомайское в Новоазовском районе; Первомайское в Ясиноватском районе; посёлок Первомайское Снежнянского городского совета.
Посёлок был назван в честь праздника весны и труда Первомая, отмечаемого в различных странах 1 мая; в СССР он назывался Международным днём солидарности трудящихся.
На территории Украинской ССР имелись 50 населённых пунктов с названием Першотравневое и 27 — с названием Первомайское.

## География
На восточной окраине посёлка берёт начало река Ольховчик (правый приток Миуса).

#### Соседние населённые пункты по странам света
З, СЗ: город Снежное
С: Залесное
СВ: Лиманчук
В: Бражино, Горняцкое, Никифорово, Зрубное, Рассыпное
ЮЗ: Червоный Жовтень
ЮВ: Победа (на левом берегу Ольховчика), Латышево
Ю: Первомайский (примыкает), Степановка (оба ниже по течению Ольховчика)

## Население
Население по переписи 2001 года составляло 634 человека.

## Общие сведения
Почтовый индекс — 86596. Телефонный код — 6256. Код КОАТУУ — 1414447400.

## Местный совет
86595, Донецкая обл., Снежнянский горсовет, пгт. Первомайский, ул. В. Буглаева, 12а, 5-40-07